# Bruno Garzena
Bruno Garzena (2. února 1933 Venaria Reale – 30. července 2024 Turín) byl italský fotbalový útočník a trenér.
Za Juventus hrál již od mladých let. Po jedné sezoně kterou hostoval v Alessandrii se stal na šest let stálým hráčem Bianconeri. Získal s ní dva tituly v lize (1957/58, 1959/60) a také dva Italské poháry (1958/59, 1959/60). Od roku 1962 střídal postupně kluby po jedné sezoně, ať to byla Modena a Neapol. Kariéru zakončil v třetiligovém klubu Ivrea v roce 1966.
Za reprezentaci odehrál jedno utkání.

## Hráčská statistika
| Sezóna  | Klub        | Liga    | Liga   | Liga | Ligové poháry | Ligové poháry | Ligové poháry | Kontinentální poháry | Kontinentální poháry | Kontinentální poháry | Celkem | Celkem |
| Sezóna  | Klub        | Soutěž  | Zápasy | Góly | Soutěž        | Zápasy        | Góly          | Soutěž               | Zápasy               | Góly                 | Zápasy | Góly   |
| ------- | ----------- | ------- | ------ | ---- | ------------- | ------------- | ------------- | -------------------- | -------------------- | -------------------- | ------ | ------ |
| 1952/53 | Juventus    | Serie A | 1      | 0    | -             | 0             | 0             | -                    | 0                    | 0                    | 1      | 0      |
| 1953/54 | Alessandria | Serie B | 34     | 0    | -             | 0             | 0             | -                    | 0                    | 0                    | 34     | 0      |
| 1954/55 | Juventus    | Serie A | 7      | 0    | -             | 0             | 0             | -                    | 0                    | 0                    | 7      | 0      |
| 1955/56 | Juventus    | Serie A | 27     | 0    | -             | 0             | 0             | -                    | 0                    | 0                    | 27     | 0      |
| 1956/57 | Juventus    | Serie A | 24     | 0    | -             | 0             | 0             | -                    | 0                    | 0                    | 24     | 0      |
| 1957/58 | Juventus    | Serie A | 34     | 0    | IP            | 7             | 0             | -                    | 0                    | 0                    | 41     | 0      |
| 1958/59 | Juventus    | Serie A | 27     | 0    | IP            | 3             | 0             | PMEZ                 | 2                    | 0                    | 32     | 0      |
| 1959/60 | Juventus    | Serie A | 20     | 0    | IP            | 2             | 0             | -                    | 0                    | 0                    | 22     | 0      |
| 1960/61 | Vicenza     | Serie A | 31     | 1    | IP            | 1             | 0             | -                    | 0                    | 0                    | 32     | 1      |
| 1961/62 | Juventus    | Serie A | 26     | 0    | IP            | 2             | 0             | PMEZ+Stř.P           | 4+1                  | 0                    | 33     | 0      |
| 1962/63 | Modena      | Serie A | 20     | 0    | IP            | 0             | 0             | -                    | 0                    | 0                    | 20     | 0      |
| 1963/64 | Neapol      | Serie B | 30     | 0    | IP            | 2             | 0             | -                    | 0                    | 0                    | 32     | 0      |
| Celkem  | Celkem      | Celkem  | 281    | 1    | -             | 17            | 0             | -                    | 7                    | 0                    | 307    | 1      |

## Hráčské úspěchy

### Klubové
- 2× vítěz italské ligy (1957/58, 1959/60)
- 2× vítěz italského poháru (1958/59, 1959/60)

### Reprezentační
- 1× na MP (1955–1960)